# Pons Lapidis
Il Pons Lapidis, noto anche come Ponte Romano o Ponte di Teodorico, è un ponte di epoca romana, i cui resti sono parzialmente visibili nel sottopasso di strada Mazzini a Parma, a fianco di piazza Ghiaia.

## Storia
L'originario ponte costruito nel 187 a.C. dagli antichi romani lungo la via Emilia per oltrepassare il torrente Parma aveva fondazioni in pietra e struttura lignea.
Il primo ponte realizzato in muratura fu invece innalzato in età Augustea, ma fu semidistrutto da successive inondazioni, che indussero Teodorico a farlo ricostruire interamente in pietra nel 493, mantenendo solo le fondazioni delle undici arcate originarie.
In seguito all'inondazione del 1177 il torrente spostò il suo letto più ad ovest, lasciando il ponte in area asciutta. Si rese quindi necessaria la costruzione di un nuovo ponte, mentre l'ampia zona rimasta in secca fu inglobata nella città, attraverso l'edificazione di nuove case.
Alcuni degli edifici furono addirittura costruiti sopra alle arcate del ponte, ostruendo in parte il tracciato della via Emilia; essi furono abbattuti nel 1547 per volere del duca Pier Luigi Farnese.
Nel 1966, durante i lavori di risezionamento di strada Mazzini (tratto urbano della via Emilia), due delle undici arcate riapparvero, inducendo l'amministrazione a realizzare un sottopassaggio pedonale con negozi e altre attività commerciali, collegato direttamente con l'adiacente piazza Ghiaia.

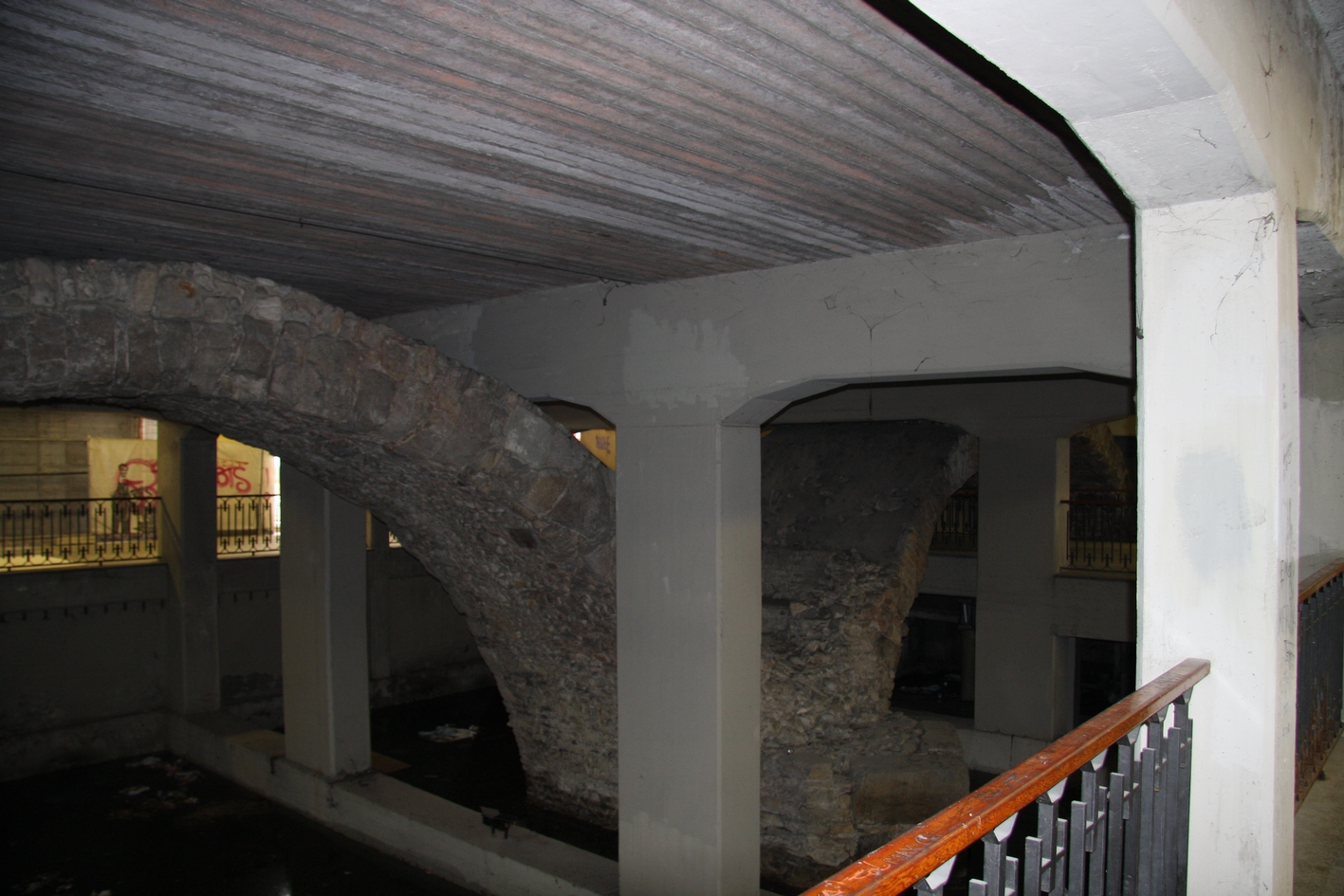
Il sito archeologico nel 2010

Nel tempo, però, il sottopasso divenne luogo poco raccomandabile, costringendo alla chiusura di tutte le attività ivi presenti e infine dello stesso passaggio.
Durante i lavori di riqualificazione di piazza Ghiaia conclusi nel 2012, la grande scalinata di collegamento con strada Mazzini fu parzialmente demolita, per aprire un varco verso il ponte, riaperto così alla vista della città.
Nel 2014 fu avviato un complesso intervento di consolidamento strutturale del sottopasso, minacciato da infiltrazioni di acqua, in vista di un più grande intervento di riqualificazione denominato "Aemilia 187 a.c.". I lavori, che comportarono l'abbassamento di borgo Romagnosi con lo scopo di collegare piazza Ghiaia direttamente con le gallerie commerciali di strada Mazzini e l'apertura all'interno del sottopasso di un hub universitario, furono conclusi nell'ottobre del 2018.

## Descrizione

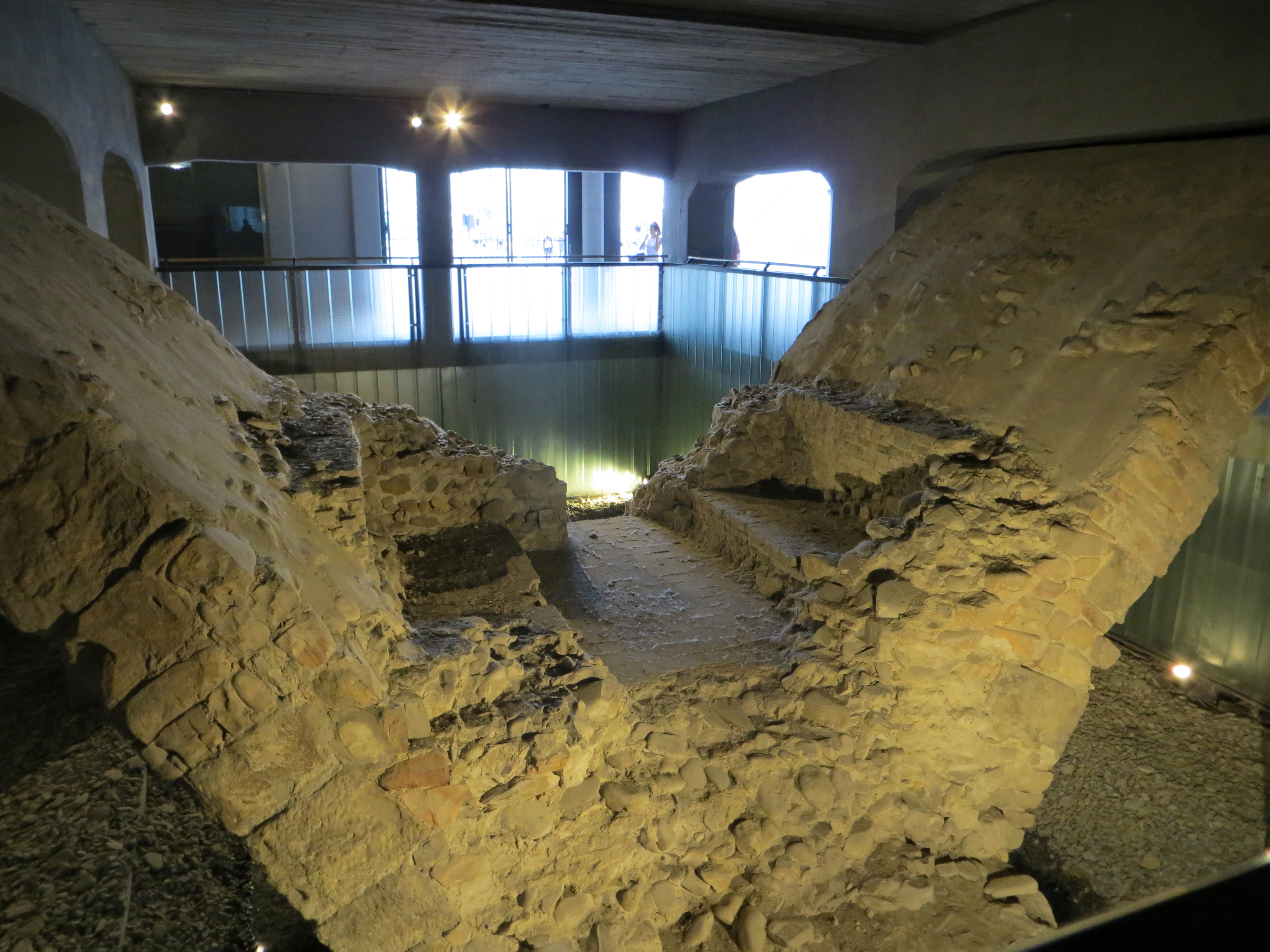
I resti di uno dei piloni

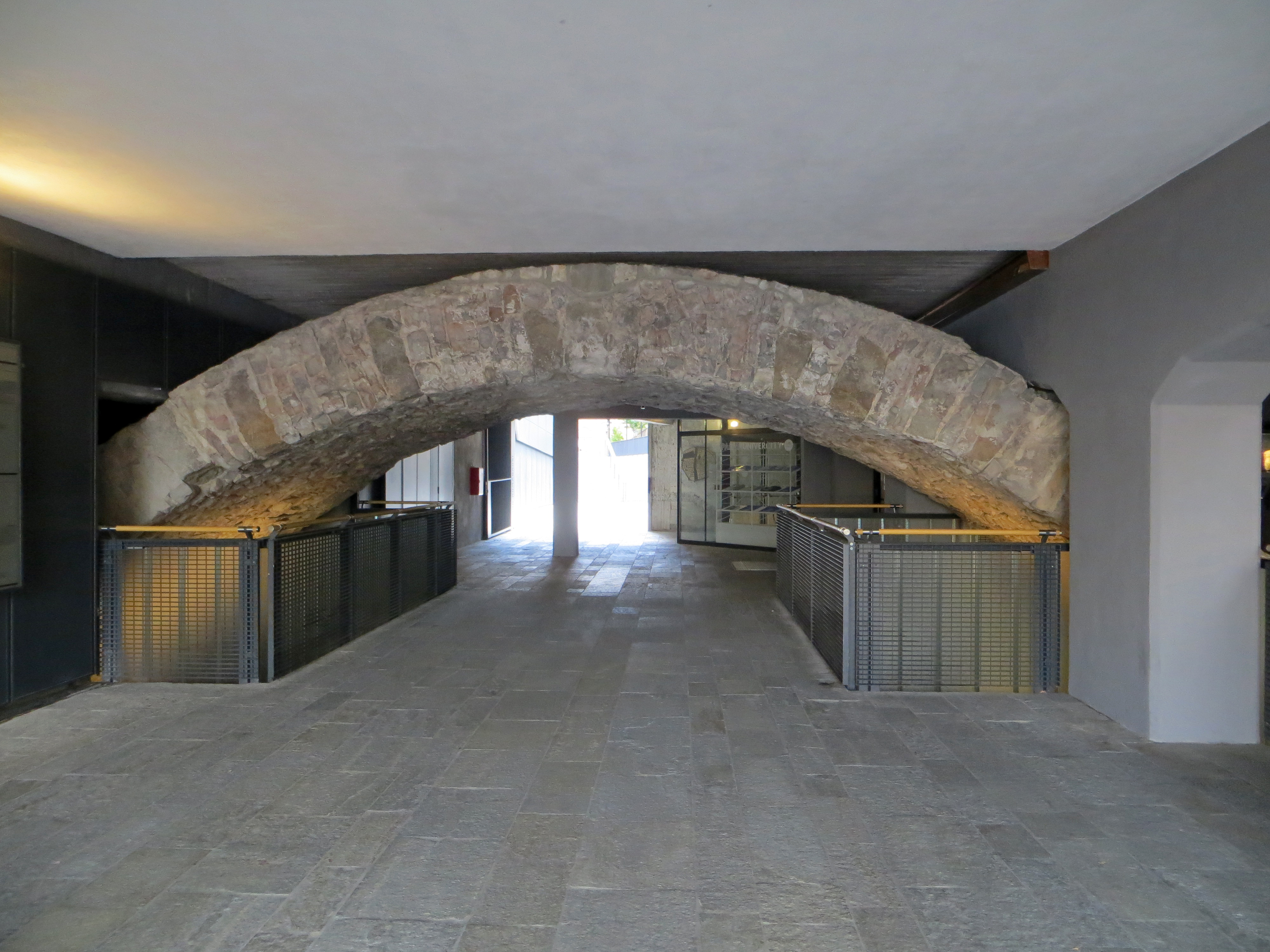
Una delle arcate

L'antico ponte misurava in lunghezza 140 m, sviluppandosi su undici arcate di differente ampiezza.
Dell'antico ponte sono rimaste in piedi solo le arcate, mentre si è persa tutta la sovrastruttura; di esse, solo due sono visibili nel sottopasso, mentre le altre si trovano ancora sepolte sotto l'odierna strada Mazzini. Le arcate mostrano archi di testata formati di arenaria locale e di biancone di Verona cementati con ciottoli di torrente, secondo una tecnica che appare in epoca romana.